# Hans-Herbert Schmidtke
Hans-Herbert Schmidtke (* 9. Juli 1929 in Rastenburg; † 22. Januar 2023 in  Erkrath) war ein deutscher Chemiker und Hochschullehrer. Sein Arbeitsgebiet war die Ligandenfeldtheorie und Quantenchemie (theoretische Chemie).

## Leben
Hans-Herbert Schmidtke wurde am 9. Juli 1929 in Rastenburg im damaligen Ostpreußen geboren. Nach seinem Chemiestudium ab 1951 an der Goethe-Universität Frankfurt am Main wurde er dort bei Hermann Hartmann im Jahr 1958 zum Doktor der Philosophie promoviert. Danach arbeitete er zunächst als Postdoc der amerikanischen Atomic Energy Commission an die Northwestern University nahe Chicago. Nach einem Aufenthalt am Max-Planck-Institut für Physik in München wechselte er 1961 ans Cyanamid European Research Institute in Genf. Er habilitierte sich 1967 in Frankfurt mit Arbeiten über den Ladungstransfer in Übergangsmetallkomplexen. In die  Frankfurter Zeit, wo er von 1968 bis 1974 zunächst als Privatdozent und danach als Professor für Theoretische Anorganische und Organische Chemie lehrte, fiel auch die Entwicklung des Angular-Overlap-Modells für Komplexverbindungen.
Im Jahr 1974 nahm Schmidtke einen Ruf der Universität Düsseldorf auf den Lehrstuhl für Theoretische Chemie an, welchen er bis zu seiner Emeritierung im Jahr 1994 innehatte. Auch hier stand die Ligandenfeldtheorie im Zentrum seiner wissenschaftlichen Forschungen. Die Arbeiten von Schmidtke und seinen Mitarbeitenden haben somit dazu beigetragen, dass sich die Ligandenfeldtheorie als wichtiges Werkzeug zur Analyse und Vorhersage der Spektren von Übergangsmetallkomplexen entwickelte.
Hans-Herbert Schmidtke verstarb am 22. Januar 2023 im Alter von 93 Jahren. Er war verheiratet und hatte zwei Kinder.

## Werke
- H.-H. Schmidtke: Quantenchemie. VCH, Weinheim, 1994, ISBN 978-3-5272-9240-0.
- Hans-Herbert Schmidtke: Strukturbestimmung der koordinativen Bindung von Übergangsmetallkomplexen mit Hilfe von Lumineszenz- und Infrarotspektren. VS Verlag für Sozialw., 2013. ISBN 978-3-6630-6762-7.